# The Continental Op
The Continental Op (Op van "Operator") is een personage uit de romans van Dashiell Hammett dat nooit bij zijn echte naam wordt genoemd. In de verhalen treedt hij op als particulier onderzoeker in dienst van de Continental Detective Agency in San Francisco.
The Continental Op debuteerde in oktober 1923 in een uitgave van het pulptijdschrift Black Mask, waardoor hij als een van de eerste hard-boiled detectives van de vroege twintigste-eeuwse misdaadliteratuur werd opgevoerd. Hij verscheen in 36 korte verhalen, die op twee na alle verschenen in Black Mask. Het was Hammetts gewoonte om de stof voor zijn langere romans uit deze korte verhalen te halen. Zo ook voor zijn eerste roman, Red Harvest uit 1929, waarin deThe Continental Op voorkomt.